# Bandera de Vandellòs i l'Hospitalet de l'Infant
La bandera oficial de Vandellòs i l'Hospitalet de l'Infant (Baix Camp) té la següent descripció
Bandera apaïsada, de proporcions dos d'alt per tres de llarg, dividida verticalment en dues parts, la primera, negra, d'amplada 1/4 de la llargària de la bandera, la segona, groga, amb dues fulles de llorer verdes d'altura 7/18 de l'alt del drap, situades, la primera al cantó superior del pal i la segona al cantó inferior del vol.
Va ser aprovada en el Ple de l'ajuntament l'1 de març de 2006, i publicada en el DOGC el 22 de juny de 2006.

## Origen dels colors
Els colors, or amb el cap de sable, provenen de les armes dels barons d'Entença, car el poble va pertànyer a Tivissa fins al 1818, la qual formava part de la baronia.
La bandera de Vandellòs i l'Hospitalet de l'Infant és l'única bandera actual amb els colors de la Casa dels Entença.